# Matt Whelan
Matt Whelan é um ator e humorista neozelandês, conhecido pela participação na série Narcos.